# جاي غراب ألكسندر
جاي غراب ألكسندر (بالإنجليزية: J. Grubb Alexander)‏ هو كاتب سيناريو أمريكي، ولد في 25 ديسمبر 1887 في سكرانتون في الولايات المتحدة، وتوفي في 11 يناير 1932 في لوس أنجلوس في الولايات المتحدة.

## وصلات خارجية
- جاي غراب ألكسندر على موقع IMDb (الإنجليزية)
- جاي غراب ألكسندر على موقع أول موفي (الإنجليزية)
- جاي غراب ألكسندر على موقع قاعدة بيانات الأفلام السويدية (السويدية)
- جاي غراب ألكسندر على موقع قاعدة بيانات الفيلم (الإنجليزية)
- جاي غراب ألكسندر على موقع كينوبويسك (الروسية)